# HMS Alceste (1806)
Pour les autres navires du même nom, voir HMS Alceste et Minerve (navire).
Le HMS Alceste est une frégate de classe Armide de la Royal Navy portant 38 canons. Lancée en 1805 par la Marine impériale française sous le nom de Minerve, elle est capturée en 1806 et intégrée cette année-là dans la Royal Navy.